# Back in Love City
Back in Love City è il quinto album in studio del gruppo musicale britannico The Vaccines, pubblicato nel 2021.

## Tracce
1. Back in Love City – 3:33
2. Alone Star – 3:16
3. Headphones Baby – 3:18
4. Wanderlust – 3:34
5. Paranormal Romance – 3:31
6. El Paso – 3:39
7. Jump Off the Top – 2:45
8. XCT – 2:53
9. Bandit – 2:58
10. Peoples' Republic of Desire – 3:58
11. Savage – 4:00
12. Heart Land – 4:07
13. Pink Water Pistols – 4:12